# Который час?
«Который час?» (итал. Che ora è?) — фильм Этторе Сколы 1989 года.

## Сюжет
Марчелло упорно трудится всю свою жизнь для достижения определённого статуса и успеха в качестве адвоката в Риме. Его семейная жизнь не сложилась, он в разводе и сын Микеле ушел из семьи. Микеле служит в итальянской армии в портовом городе Чивитавеккья и Марчелло приезжает восстановить отношения. Он рад предложить плоды своего делового успеха, приглашает в столицу и недоумевает, что сын не проявляет интереса. Единственное, что привлекает внимание сына - старые серебряные часы деда, напоминающие ему о детстве. Разговор отца и сына складывается сложно. Марчелло встречается с подругой Миколе Лореданой, пытаясь загладить вину перед сыном. Встреча выходит неловкой, Лоредана считает, что ей устроили допрос.
Отец вынужден в итоге рассказать о причинах его разрыва с матерью Микеле. Сын не верит в историю о неверности его матери. В концовке отец и сын ссорятся на вокзале перед уходом поезда отбывающего в Рим. Однако, когда поезд отправился в путь, в купе неожиданно появляется Микеле. Отец и сын мирятся. Подражая манере деда, Микеле достает часы и отвечает на вопрос «Который час?».

## В ролях
- Массимо Троизи — Микеле, сын
- Марчелло Мастроянни — Марчелло, отец
- Анн Парийо — Лоредана
- Ренато Моретти — Пьетро
- Лу Кастель — Рыбак

## Награды и номинации
- 1989, Венецианский кинофестиваль:
  - Кубок Вольпи за лучшую мужскую роль (Массимо Троизи)
  - Кубок Вольпи за лучшую мужскую роль (Марчелло Мастроянни)
  - Приз Международной Католической организации в области кино (OCIC)
  - Приз Пазинетти лучшему актёру (Массимо Троизи)